# Frédéric Covili
Frédéric Covili, född 14 november 1975 i Moûtiers, är en fransk tidigare alpin skidåkare. Han tävlade vid olympiska vinterspelen 2002.